# Дереволаз-серподзьоб малий
Дереволаз-серподзьоб малий (Campylorhamphus pusillus) — вид горобцеподібних птахів родини горнерових (Furnariidae). Мешкає в горах Центральної Америки і в Андах.

## Опис

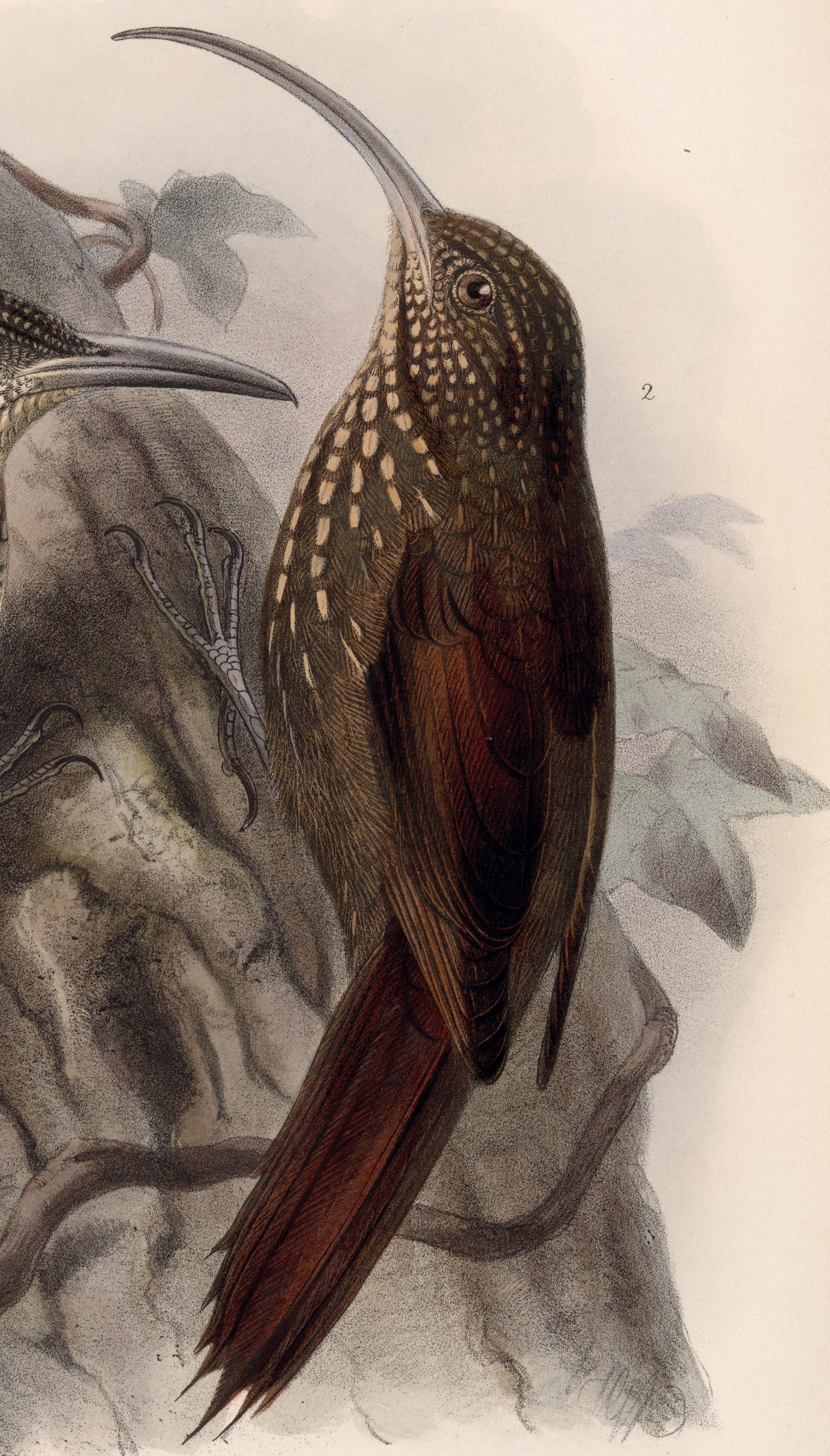
Малий дереволаз-серподзьоб

Довжина птаха становить 22-24 см, вага 40 г. Тім'я, потилиця і скроні чорнуваті, поцятковані кремовими смужками, верхня частина тіла і покривні пера крил каштанові, поцятковані охристими смужками. Надхвістя темно-руде, крила рудуваті, хвіст каштановий. Підборіддя і горло темно-жовті, поцятковані бурими смужками, решта нижньої частини тіла оливково-коричнева, живіт дещо світліший. Груди полцятковані кремовими смужками. Дзьоб тонкий. вигнутий, коричнювато-роговий, довжиною 51 мм. Лапи оливкові.

## Підвиди
Виділяють п'ять підвидів:
- C. p. borealis Carriker, 1910 — гори Коста-Рики і західної Панами (Чирикі, Бокас-дель-Торо);
- C. p. olivaceus Griscom, 1927 — центральна і східна Панама (від Вераґуасу на схід до Дар'єну);
- C. p. tachirensis Phelps & Phelps Jr, 1956 — Сьєрра-де-Періха і Анди на північному сході Колумбії та на північному заході Венесуели (західна Сулія, північно-західна Тачира);
- C. p. guapiensis Romero-Zambrano, 1980 — прибережні рівнини на південному заході Колумбії (Каука);
- C. p. pusillus (Sclater, PL, 1860) — Анди в Колумбії і Еквадорі, східні схили Перуанських Анд (на південь до Кахамарки і Сан-Мартіна).

## Поширення і екологія
Малі дереволази-серподзьоби мешкають в Коста-Риці, Панамі, Колумбії, Венесуелі, Еквадорі і Перу, трапляються в Нікарагуа. Вони живуть у вологих гірських і рівнинних тропічних лісах, зустрічаються на висоті від 600 до 2100 м над рівнем моря, місцями на висоті 100 м над рівнем моря. Іноді приєднуються до змішаних зграй птахів. Живляться комахами і павуками, а також їх яйцями.